# ハイハヤ族
ハイハヤ族（ハイハヤぞく、サンスクリット: हैहय Haihaya）は、インド古代の王族。叙事詩やプラーナ文献はハイハヤ族がマーヒシュマティーを都とし、しばしば武力で他国を侵略したことを述べる。

## 起源
プラーナ文献によると、月種のヤヤーティにヤドゥ、トゥルヴァス、ドルヒユ、アヌ、プールの5人の息子があり、それぞれヤドゥ族（ヤーダヴァ）、ドルヒユ族、アヌ族（アーナヴァ）、プール族（パウラヴァ）などの始祖となった。ハイハヤ族の始祖のハイハヤはヤドゥの曾孫にあたる。
- ヤドゥ - サハスラジット(Sahasrajit) - シャタジット(Śatajit) - ハイハヤ

なお「サハスラジット」は「千人を征服する」、「シャタジット」は「百人を征服する」という意味である。
『ハリヴァンシャ』巻1の33章によるとハイハヤ族のサーハンジャはサーハンジャニーの町を、その子のマヒシュマンはマーヒシュマティーの町を建設した。

## カーシ国との戦い
カーシ国のディヴォーダーサ王 (Divodasa) は『リグ・ヴェーダ』でもたびたび言及されるが、彼とハイハヤ族の戦いについては文献によって2種類の異なる話が伝えられている。
『マハーバーラタ』巻13によれば、ハイハヤ族の始祖であるハイハヤには10人の妃と100人の息子があり、いずれも戦いを好んでいた。彼らはヴァツサ国を本拠としていたが、その首領であるヴィータハヴィヤに率いられてカーシ国を侵略し、カーシ国王のハリヤシュヴァを殺害した後、ヴァツサに引きあげた。カーシ国ではハリヤシュヴァの子のスデーヴァが即位したが、ふたたびヴィータハヴィヤの百人の息子たちがカーシ国を侵略した後にヴァツサに引きあげた。カーシ国ではスデーヴァの子のディヴォーダーサが即位し、再侵略に備えて首都ヴァーラーナシーの守りを固めた。三たび侵略して来たハイハヤ族に対してディヴォーダーサ王は勇敢に戦ったが、結局ヴァーラーナシーを放棄して祭官（プローヒタ）のバラドヴァージャとともに亡命した。バラドヴァージャの祭儀によってディヴォーダーサはプラタルダナという息子を授かった。プラタルダナはハイハヤ族と戦ってヴィータハヴィヤの百人の息子たちを倒した。ヴィータハヴィヤ王は祭官ブリグにかくまわれ、後にバラモンになった。
プラーナ文献ではかなり異なる話を伝えている。『ハリヴァンシャ』巻1の29章によれば、ハイハヤ族のマヒシュマンの子であるバドラシュレーニャがヴァーラーナシーを占領していたが、ビーマラタの子のディヴォーダーサがカーシ国王に即位すると、バドラシュレーニャの100人の息子たちを倒してヴァーラーナシーを取りかえした。しかしその後ヴァーラーナシーがラークシャサのクシェーマカに呪われてしまったため、ゴーマティー川の河畔に遷都したとする。バドラシュレーニャの息子たちのうちドゥルダマは生き残ってハイハヤ王を継承した。

## ブリグ族との争い
ハイハヤ族のクリタヴィーリヤ王のときにバラモンのブリグ族に対して大いに喜捨を行った。しかしその子供たちはブリグ族に対して財産を返すように迫った。ブリグ族が抵抗したためにクリタヴィーリヤの子供たちは怒って彼らを虐殺しはじめ、ブリグ族は逃亡した。その時あるブリグ族の女の股からアウルヴァ (Aurva) が生まれた。生まれるときに強い光を放ったため、彼を殺そうとしたハイハヤ族は盲目になってしまった。その後アウルヴァはハイハヤ族に対する怒りから世界を破壊しようとしたが、ピトリ（祖霊）たちの説得によって思いとどまった。
クリタヴィーリヤの子のアルジュナ（カールタヴィーリヤ・アルジュナ）は1000本の腕を持つ無敵の王で、世界全体を支配する帝王（サムラート）になったが、アルジュナあるいはその子供たちがブリグ族のリシのジャマダグニ（上記アウルヴァの孫）の牛を盗んだことからジャマダグニの子のラーマ（パラシュラーマ）との戦いが起きた。パラシュラーマはカールタヴィーリヤ・アルジュナの1000本の腕を切り落として殺したが、アルジュナの子供たちはジャマダグニを殺した。怒ったパラシュラーマはハイハヤ族を虐殺し、さらにすべてのクシャトリヤを滅ぼそうとして21回にわたって殺戮を行った。

## 日種との戦い
『ブラフマーンダ・プラーナ』によると、カールタヴィーリヤ・アルジュナの子のうち、ジャヤドヴァジャはアヴァンティ国の王になった。
ジャヤドヴァジャの子がターラジャンガで、パラシュラーマの手を逃がれてヒマラヤに隠れていたが、パラシュラーマが怒りを納めると王国に戻った。ターラジャンガはアヨーディヤーを攻撃し、日種のアヨーディヤー王は都を棄てて逃亡した。その子のサガラは成長してハイハヤ族と戦って勝利した。